# Muhàmmad ibn Alí al-Xalmaghaní
Abu-Jàfar Muhàmmad ibn Alí al-Xalmaghaní (àrab: أبو جعفر محمد بن علي الشلمغاني, Abū Jaʿfar Muḥammad b. ʿAlī al-Xalmaḡānī), també conegut com a Ibn Abi-l-Azàqir (àrab: ابن أبي العزاقر, Ibn Abī l-ʿAzāqir) (?-934) fou un musulmà herètic de l'època abbàssida. Va elaborar la doctrina azaqiriyya, una barreja de maniqueisme, antinomianisme, partidaris del hulul, i mazdequeisme i als primers anys del segle x tenia un nombrós grup de seguidors entre els quals Ibn al-Furat i el seu fill Muhassin. Sota el visir al-Khaqaní (924 a 925) va haver de fugir a Mossul però va tornar després a Bagdad i va fer més seguidors fins i tot entre els alts càrrecs, fins que foren perseguits pel visir Ibn Muqla. Fou detingut i empresonat i executat a la tardor del 934. Va deixar escrites algunes obres.